# Blood Money (videojuego)
Blood Money es un videojuego de disparos de desplazamiento lateral desarrollado por DMA Design y publicado por Psygnosis en 1989 para Amiga, Atari ST y MS-DOS. En 1990 siguió una versión de Commodore 64. El juego se desarrolla en cuatro lugares diferentes de un planeta, donde el jugador debe luchar contra enemigos y jefes.
El juego comenzó a desarrollarse inmediatamente después de Menace, y tomó prestados elementos de juego similares. El equipo de desarrollo utilizó hardware avanzado para desarrollar Blood Money, utilizando procesos gráficos y tecnológicos mejorados. El juego se inspiró en la presentación de Mr. Heli, y las animaciones de Blood Money inspirarían más tarde el desarrollo de Lemmings. El juego fue lanzado con críticas positivas; Se elogiaron los gráficos y la jugabilidad del juego. El juego tuvo un éxito comercial y vendió más de 40,000 copias.

## Jugabilidad
Blood Money es un shooter de desplazamiento lateral en 2D. El jugador se mueve a través de cuatro etapas en el planeta, tomando el control de un vehículo diferente en cada nivel: un helicóptero en el mundo del metal, un submarino en un mundo de agua, un traje espacial en un mundo de hielo y un avión de combate en un mundo de fuego. Cada vehículo cuenta con armamento único, que el jugador usa para atacar a todos los enemigos que avanzan. El jugador puede mejorar su vehículo con potenciadores, que le otorgan armas y mejoras adicionales, como misiles de apoyo y bombas de neutrones.
La energía de los vehículos actúa como la salud del jugador y se agota cuando el vehículo hace contacto con enemigos y paredes. Cuando se pierde toda la energía, el jugador pierde una vida; se proporcionan tres vidas al comienzo del juego y se pueden comprar vidas adicionales en una tienda en ciertos puntos de los niveles. Se puede recolectar dinero para la tienda destruyendo enemigos. Cuando se pierden las tres vidas, el juego termina y el jugador es enviado a una pantalla de resultados de puntuación. Los dos primeros niveles se pueden seleccionar desde el inicio del juego; Una vez completado un nivel, el jugador puede seleccionar cualquier mundo restante sin restricciones. Al final de cada nivel, el jugador debe derrotar a un jefe.

## Desarrollo
Tras el lanzamiento exitoso de Menace en 1988, David Jones comenzó a desarrollar Blood Money el 4 de enero de 1989. en la computadora 386-DX de 25MHz que el editor Psygnosis le otorgó, junto con un sistema de desarrollo personal. Jones saw Blood Money as a continuation of the concept used in Menace. Jones se inspiró en gran medida en la "ternura" de Mr. Heli (1987) durante el desarrollo de Blood Money. La portada del juego fue diseñada por el artista británico Peter Andrew Jones para la novela Protector (1973) de Larry Niven, y fue adaptada para la portada del juego.
Con Blood Money, Jones estaba decidido a utilizar toda la gama de colores de Amiga, optando por utilizar el blitter en lugar del desplazamiento por hardware; el blitter permitió dibujar gráficos rápidamente. Tony Smith, que había trabajado en "Menace", produjo los gráficos de "Blood Money", mientras Jones comenzaba a trabajar en un nuevo sistema de desplazamiento. Mientras desarrollaba su propio juego, Talisman, Mike Dailly creó un método compacto para mover enemigos en la pantalla, que Jones incorporó a Blood Money. Las animaciones del juego fascinaron al amigo de Jones, Gary Timmons, quien luego comenzó a experimentar con Deluxe Paint; su trabajo en el programa le llevó a trabajar en DMA Design e inspiró algunas de las animaciones utilizadas en el siguiente juego de DMA, Walker (1993). La introducción del juego requirió un campo de estrellas, que Jones tomó de una rápida demostración en la que Dailly había estado trabajando.
El juego fue portado a PC por Tim Ansell de Creative Assembly, y a Atari ST por el amigo de Jones, Wayne Smithson, mientras que Dailly comenzó a portar el juego al Commodore 64 después del Personal Computer World Show en septiembre de 1989. Dailly usó el código de la demostración de tecnología Talisman y escribió un nuevo sistema de sprite. También reelaboró el desplazamiento multidireccional, y escribió sus propias rutinas de carga de cintas, queriendo una que permitiera al jugador jugar un juego simple mientras se cargaba "Blood Money". Smith diseñó los gráficos para el puerto y se sintió confundido por las limitaciones del hardware: tenía que dibujar píxeles dobles en Deluxe Paint y estaba limitado a dieciséis colores. Dailly terminó de desarrollar la versión Commodore 64 de Blood Money el 12 de marzo de 1990. El músico de videojuegos Matt Furniss afirmó que una vez se estaba desarrollando una conversión para Sega Mega Drive con su música completa.

## Recepción
Blood Money recibió críticas en su mayoría positivas de los críticos tras su lanzamiento, particularmente por su jugabilidad, diseño gráfico y sonido. Gary Barrett de ST/Amiga Format escribió que el juego es el mejor juego de disparos para Amiga. Zzap!64 incluyó a Blood Money como el mejor juego de Amiga de la década de 1980, y ST Format lo nombró el segundo mejor juego de disparos de 1990. El juego vendió 40,000 copias, el doble que Menace.
Stuart Wynne de Zzap!64 encontró el juego conveniente, mientras que Robin Hogg de la misma publicación escribió que iguala los gráficos detallados del juego. The One vio el juego como uno de los shoot 'em ups más difíciles y tecnológicamente sofisticados, mientras que ACE lo llamó "convincente". Por el contrario, Mike Pattenden de CU Amiga criticó la dificultad y señaló la falta de recompensas.
Los críticos elogiaron las cualidades gráficas del juego. Paul Glancey de Computer and Video Games elogió la secuencia de apertura del juego y llamó a los sprites entre "los mejor diseñados y con la animación más fluida" en un juego de Amiga. The Games Machine creía que los gráficos eran muy avanzados, y Barrett de ST/Amiga Format escribieron que el juego es "único en su clase", elogiando las animaciones de los sprites. Hogg de Zzap!64 elogió la animación y los fondos. Por el contrario, Pattenden de CU Amiga sintió que los gráficos carecen de profundidad.
El uso del sonido en el juego recibió reacciones positivas. Phil King de Zzap!64 quedó impresionado con la banda sonora y elogió especialmente la música introductoria. The Games Machine se hizo eco de comentarios similares y escribió que el juego presenta un audio "excelente", y Glancey de Computer and Video Games escribieron que el chip de sonido se utilizó mucho. Barrett de ST/Amiga Format prefirió los efectos de sonido a la música, aunque sintió que eran inferiores a los de Menace. Pattenden de CU Amiga consideró que el sonido es "una melodía pobre y algunos efectos normales". mientras que "ACE" lo llamó "un poco de mala calidad".